# Araya (miasto w Wenezueli)
Araya – miasto w Wenezueli, w stanie Sucre, na półwyspie Araya.